# Jaques of London
Jaques of London è una nota casa produttrice di giochi e di attrezzature sportive di proprietà familiare. Fu fondata a Londra nel 1795 ed è anche nota come John Jaques of London e John Jaques and Son.

## Storia
La Jaques ha avuto una straordinaria importanza nella storia dei giochi. Alcuni eventi di particolare rilievo della storia della società sono i seguenti.
- Nel XIX secolo, i Jaques pubblicarono alcuni giochi divenuti poi dei veri e propri classici: Scale e serpenti, Ludo,  il gioco delle pulci e il gioco delle famiglie; John Jaques II fu l'inventore di molti di essi.[1]
- Nel 1849, Nathaniel Cooke (suocero di John Jaques II) inventò un nuovo design per gli scacchi. Howard Staunton, forse il più forte scacchista Inglese dell'Ottocento, apprezzò grandemente la fattura dei pezzi, ora decisamente più riconoscibili e stabili, ed acconsentì ad apporre la propria firma sulle prime confezioni prodotte: erano nati gli scacchi modello Staunton, oggi standard internazionale. La Jaques of London mantenne l'esclusiva sulla produzione di questo modello di scacchi per lungo tempo.
- Nello stesso periodo, John Jaques introdusse il croquet in Inghilterra, pubblicando il primo regolamento completo.
- Con l'avvento della celluloide nel 1902, John Jaques III produsse il "Gossima", che in seguito si sarebbe trasformato nel moderno ping pong.